# Vulnerant omnes, ultima necat
Vulnerant omnes, ultima necat лат.(изговор: вулнерант омнес ултима некат) Сви задају ране, а посљедњи убија. (Брен)

## Поријекло изреке и значење
У средњем вијеку, у коме су људи имали посебан однос и према времену и према смрти, натпис на торњевима са часовницима је упозоравао да је човјек, сваким сатом,  ближи смрти: Vulnerant omnes, ultima necat, односно  на српском језику Сви задају ране, а посљедњи убија!